# Bisericile Mitropoliei Proilaviei
Dintre bisericile aflate de-a lungul timpului sub jurisdicția Mitropoliei Proilaviei celel mai cunoscute sunt: 

## Catedrala mitropolitană din Brăila
Reședința de la Brăila a mitropolitului era situată în biserica așezată în partea de est a orașului lângă malul Dunării, biserică ce purta la sfârșitul secolului al XVIII-lea numele de „Sfinții Arhangheli Mihail și Gavril” și care era cunoscută de localnici sub denumirea generică de Biserica Veche, de la care s-a extins și denumirea întregului cartier. Hramul bisericii îl găsim însemnat pe o carte bisericească:
„Să se știe că acest Mineiu, ci se numește Aprilie. Este al sfintei biserici a Brăilei unde se cinstește și se prezmuiește sfinții mai mari Voievozi Mihail și Gavril, april, 28,1818... Ș-am scris eu, logofătul Constandin al Mitropoliei Brăilei, mai sus tot eu am scris pentru învățătură, iar acuș am temeiu; martie 26,1829”
Biserica Veche este menționată în planul urbanistic al orașului din anul 1834, însă un deceniu mai târziu, în 1846, datorită surpării malului Dunării ea a trebuit să fie părăsită deoarece i s-au crăpat zidurile și era în pericol de prăbușire.
Ea poate fi localizată astăzi în zona malului falezei dintre Bulevardul Alexandru Ioan Cuza și Bulevardul Independentei. Lângă biserică se găsea un cimitir, ale căror urme sau mai găsit și în anul 1977 când s-a realizat actuala Piață a Independenței. El era menționat și în planul baronului Berroczyn sub denumirea de „Champs de Morts”. Acest cimitir ce se întindea până la proprietatea preotului Ion Penescu aflată lângă fosta Mitropolie.
Cert este însă că acest cimitir, care funcționa prin anii 1830 - 1840, era creștin, creștinii fiind concentrați în această parte a orașului medieval, pe drumul Silistrei. Cimitirul era în legătură cu necropola de lângă biserica mitropoliei Proilaviei, reprezentând limita de nord a acesteia.
Biserica Veche, cu hramul „Sfinții Arhangheli Mihail și Gavriil” a existat cel puțin de la mijlocul secolului al XVII-lea. Într-un act al Patriarhiei de la Constantinopol, patriarhul Ioanichie ridică la 2 iunie 1641, la rangul de Stravopigie biserica „Sfântul Nicolae” din Ismail, ceea ce înseamnă că în mod cert la Brăila exista o biserică metropolitană, pentru că nu se putea înălța alta în grad, dacă la Mitropolia Proilaviei nu ar fi existat o biserică. 
Biserica a rezistat peste două secole, fiind părăsită în anul 1846, din cauza stricăciunilor produse de surparea malului Dunării. Descrierea bisericii este prezentată de către Nae A. Vasilescu, fiind realizată pe baza unor mărturii ale unui fost dascăl la biserica mitropoliei, Ioan Penescu, care apoi a devenit preot în Brăila. De la el aflăm că „biserica era de lemn, cu o singură turlă în față. Clopotnița era făcută din stâlpi de lemn de stejar bătuți în pământ de care era atârnat un singur clopot, în mijlocul bisericii era o despărțitură de scânduri, cu scopul de a despărți pe bărbați de femei. Tot în interior pe părțile laterale erau strane din scânduri și nuiele, altarul fiind spre est. Când s-a dărâmat malul, a căzut numai partea bisericii cu altarul și clopotnița, iar cealaltă parte a rămas”.
Din această cauză biserica nu a mai putut fi folosită și de aceia, cărțile sfinte, odăjdiile și icoanele împreună cu preoții vor fi transferate la biserica „Sfântul Spiridon” aflată în apropiere.

## Mănăstirea „Sfântul Nicolae” din Brăila
Mănăstirea „Sfântul Nicolae” din Brăila a fost ctitorită, de Mihai Viteazul la 1595, în urma eliberării temporare a orașului de sub stăpânirea otomană (1595-1601). Mănăstirea avea să fie arsă, împreună cu biserica Mitropoliei Proilaviei, în anul 1601, la reinstaurarea ocupației turcești, după cum reiese din gramata pe care delegația credincioșilor eparhiei, condusă de Mitropolitul Meletie al Proilavului și Arhimandritul Ioanichie, o prezentau țarului Rusiei Mihail Teodorovici, la 28 martie 1645, la Moscova.
„Trăim aici în mâinile Busurmanilor (Turci) și nu avem unde sărmanii să alergăm și să plecăm capul nostru, în chinurile, pe care le suferim, în fiecare zi, de birurile oamenilor turcești. Să fie știut Sfinției Voastre împărații, că aici, în Brăila, în vremea voievodului Mihai, au ars biserica Sf. Nicolae și mitropolia cea mică, care am avut pentru credința neamului creștinesc. Pentru aceasta, noi robii tăi, cei nevrednici, nu avem ce face ca să înnoim acest templu, alergăm la iubirea voastră de oameni la milostivirea prea înaltei voastre împărății, închinăm capetele noastre la picioarele tale, ca să faci acest dar, nouă robilor ca să înnoiești acest templu, de la împărăția voastră cea blagovestică și pașnică, ca un stâlp și întărire creștinească, întrucât mare nădejde avem către tine, în neamul nostru.(, p 290)”— Gramata credincioșilor eparhiei „Sfântul Nicolae”, Brăila,  Moscova, 1645

## Biserica „Sf. Nicolae“ dinIsmail

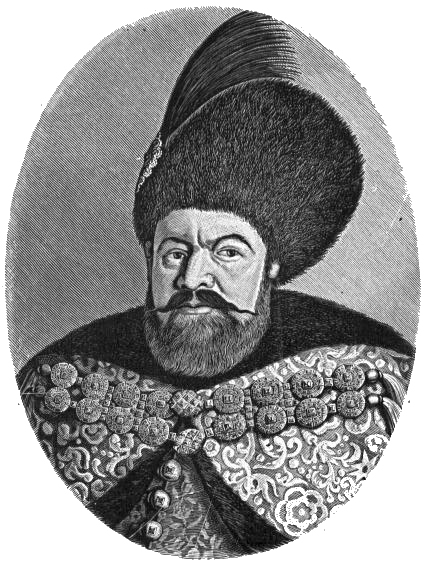
Vasile Lupu

Biserica „Sf. Nicolae“ din Ismail dependentă de mitropolie, a devenit metoc al Mănăstirii Karakalu din 1648, fiind restaurată de paharnicul Gheorghe, fratele domnitorului moldovean Vasile Lupu, iar mai târziu, de Sfântul Voievod Constantin Brâncoveanu.

## Biserica „Sfinții 40 de Mucenici“ dinIași
Biserica „Sfinții 40 de Mucenici“ din Iași a fost, de asemenea, închinată Mitropoliei Proilaviei, începând cu anul 1768.

## Biserica „Adormirea Maicii Domnului” din orașulCăușeni,Republica Moldova

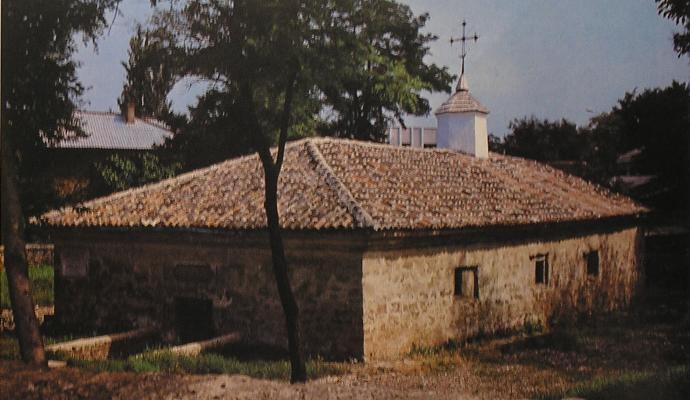
Biserica „Adormirea Maicii Domnului” din Căuşeni, înainte de renovare

Biserica datează din secolul al XVI-lea, desi nu se cunoaște un an concret când aceasta a fost construită și este singura din Republica Moldova care are picturi murale. Lăcașul sfânt este afundat pe jumătate în pământ. Legenda spune că în timpul dominației tătărești, tătarii au căzut de acord să se construiască o biserică ortodoxă, doar cu condiția ca aceasta nu va fi mai înaltă decât un soldat călare.
Biserica era descrisă astfel de un călător francez de la sfârșitul secolului XVIII:
„Biserica ortodoxă este o clădire rotundă, pe jumătate îngropată în pământ. Turcii au ruinat-o. Este pictată al fresco, în interior și exterior, pe un fond roz. Sunt prezentate faptele unor sfinți și soarta osândiților chinuiți prin tot felul de torturi, fiecare scenă fiind despărțită de cealaltă, printr-o dungă neagră îngustă. Un altar frumos, din marmură, al cărui piedestal este o mică coloană corintică și o cristelniță, tot din marmură, presărată însă cu figuri păgâne, împodobesc strana bisericii.”—P.B. Campenhausen, Despre cele trăite, văzute sau auzite în Moldova (1790-1791)
După Primul Război Mondial, biserica se găsea încă într-o stare destul de bună, fiind descrisă astfel de istoricul Ștefan Ciobanu: „Biserica din Căușeni are forma unei nave, fiind săpată în pământ, cu pereții laterali în linie dreaptă, cu boltă în forma unei pivnițe în interior, cu o arcadă în mijlocul bisericii. Zidită pe la 1760 și ceva, de Mitropolitul Daniil al Proilaviei, cu banii adunați de către mama mitropolitului de la domnii țărilor românești; biserica a fost pictată, Frescele cari au suferit puțin din cauza umezelii, n-au fost renovate sau schimbate și sunt interesante prin faptul că ele reprezintă școala de pictură din Țările Românești din epoca brâncovenească, cu motive din arta bizantină.” 

## Galerie foto
|                      |
| Medalie comemorativă |

|        |
| Timbru |

|                                    |
| Biserica din Căușeni după renovare |

## Vezi și
- Mitropolia Proilaviei